# Józef Rubiś
Józef Rubiś (Zakopane, 19 maart 1931 – aldaar, 28 september 2010) was een Pools biatleet en langlaufer. In 1956 nam hij voor het eerst deel aan de Olympische Winterspelen, als langlaufer. Zijn beste resultaat tijdens deze Spelen was de negende plaats op de 4 x 10km estafette. Acht jaar later nam hij opnieuw deel, ditmaal als biatleet. Hij behaalde de zesde plaats op de 20km. 

## Palmares
- Wereldkampioenschappen biatlon
  - 1965:  - 3 x 7,5km estafette
  - 1966:  - 4 x 7,5km estafette